# Полоніца
Полоніца (рум. Polonița) — село у повіті Харгіта в Румунії. Входить до складу комуни Фелічень.
Село розташоване на відстані 221 км на північ від Бухареста, 42 км на захід від М'єркуря-Чука, 135 км на схід від Клуж-Напоки, 80 км на північ від Брашова.

## Населення
За даними перепису населення 2002 року у селі проживали 319 осіб, з них 315 осіб (98,7%) угорців. Рідною мовою 316 осіб (99,1%) назвали угорську.